# パッション・プレイ
『パッション・プレイ』（原題: Passion Play）は、2010年のアメリカの犯罪映画。日本ではビデオスルーとして、2012年4月20日にDVDが発売された。

## キャスト
| 役名               | 俳優                 | 日本語吹替 |
| ------------------ | -------------------- | ---------- |
| ネイト・プール     | ミッキー・ローク     | 土師孝也   |
| リリー・ルスター   | ミーガン・フォックス | 木下紗華   |
| ハッピー・シャノン | ビル・マーレイ       | 稲葉実     |
| ハリエット         | ケリー・リンチ       | 宮寺智子   |
| サム・アダモ       | リス・エヴァンス     | 中村秀利   |
| リッキー           | ロリー・コクレーン   |            |
| マルコム           | ロバート・ウィスダム | 手塚秀彰   |
| 本人役             | ジミー・スコット     |            |

- その他の日本語吹き替え：藤本譲／斉藤次郎／勝田晶子／磯貝誠／中嶋佳葉／坂井恭子